# Atleta neutro autorizado

A bandeira/logotipo da ANA para eventos da IAAF (2017–2020).

A bandeira/logotipo da ANA para eventos da World Athletics (desde 2021).

Nas provas da European Athletics, a ANA compete com a bandeira da organização.

Atleta neutro autorizado (ANA) é uma capacidade sob a qual os atletas podem competir em competições esportivas internacionais sem representar suas nações, como é a convenção padrão da Carta Olímpica. Em agosto de 2022, apenas atletas russos e bielorrussos de alguns esportes competiram ou estão competindo na capacidade da ANA.
Originalmente introduzida no atletismo em 2017, após o escândalo de doping russo que veio à tona pela primeira vez em dezembro de 2014, o termo foi introduzido em outros esportes após a invasão da Ucrânia pela Rússia em fevereiro de 2022. Citando uma violação da Trégua Olímpica por parte do governo russo, da qual a Bielorrússia foi cúmplice, o Comitê Olímpico Internacional (COI) recomendou a proibição de todas as equipes, dirigentes e competidores da Rússia e da Bielorrússia de se envolverem no desporto, mas sempre que tal não fosse possível, permitir que os indivíduos concorram em uma capacidade neutra.

## Escândalo de doping russo e atletismo
A ideia de competir como "atletas neutros" foi proposta pela primeira vez em 2016 pela Agência Mundial Antidoping e pelo órgão dirigente do atletismo, a Associação Internacional de Federações de Atletismo (IAAF), na conclusão de uma investigação sobre a manipulação estatal russa dos controles de doping. Na mesma época, a atleta russa de atletismo Yuliya Stepanova solicitou competir como neutra em vez de representar seu país nos Jogos Olímpicos do Rio de Janeiro em 2016. O COI decidiu contra a proposta, afirmando que ela contrariava a Carta Olímpica, anunciando também que continuariam a permitir competidores russos nos jogos, sujeitos à aprovação da federação internacional em questão dos esportes que compõem os jogos e à autorização antidoping aprovada fora da Rússia.
A IAAF já havia imposto uma proibição total à competição de atletas de atletismo, mas após um recurso no Tribunal Arbitral do Esporte de Darya Klishina, uma saltadora russa radicada nos Estados Unidos, a IAAF foi forçada a permitir atletas que passaram no teste antidoping fora da Rússia. Klishina foi a única atleta de atletismo a representar a Rússia nos Jogos Olímpicos de 2016.

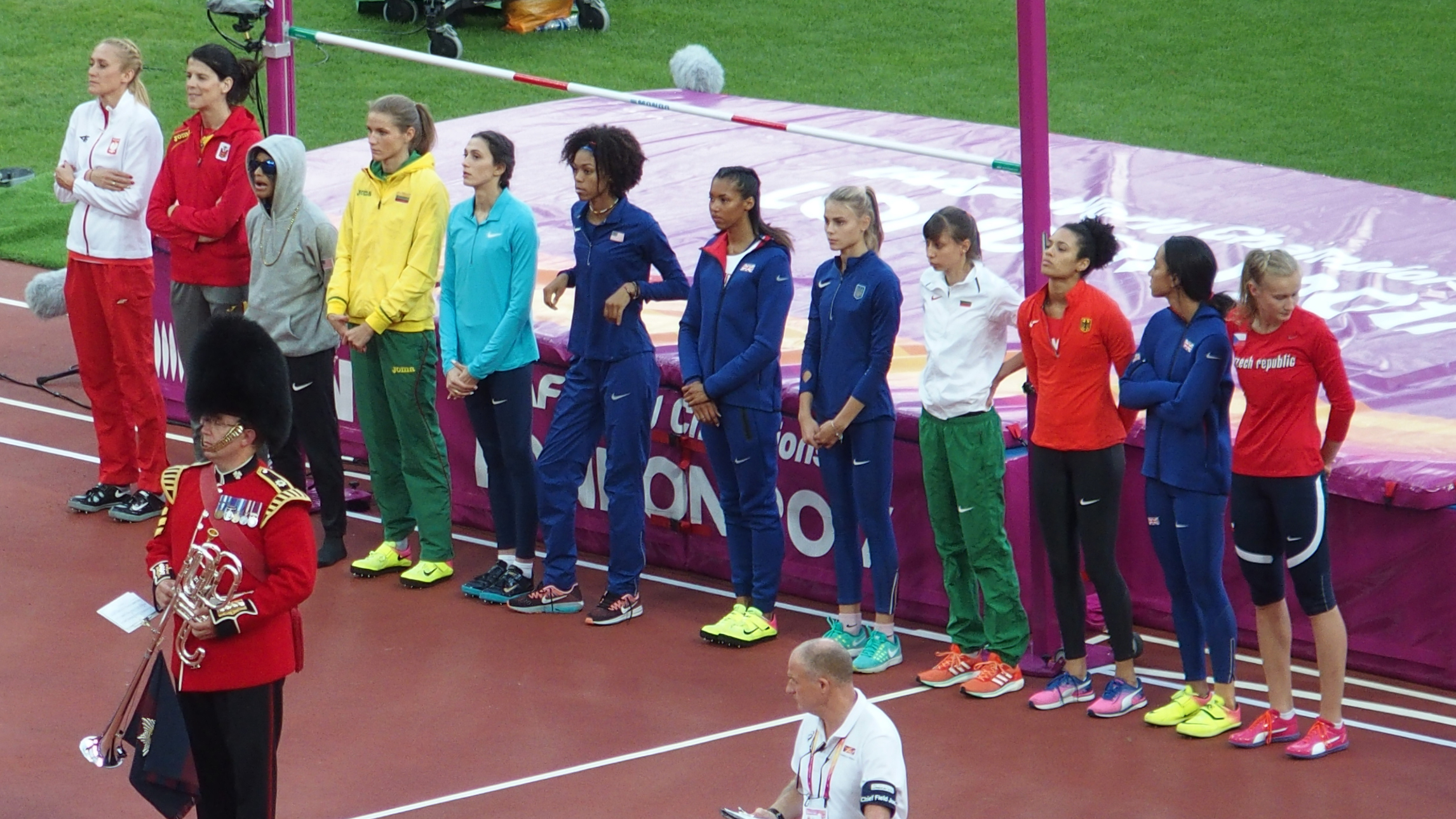
Enquanto todos os outros atletas usam roupas com a bandeira nacional, a Atleta Neutra Autorizada Mariya Lasitskene da Rússia (à esquerda do centro, turquesa) é a única atleta a usar roupas genéricas da Nike.

Em abril de 2017, no Campeonato Mundial de Atletismo da IAAF de Londres 2017, com a IAAF livre para aplicar suas próprias regras, aprovou a participação de um grupo de 19 russos competindo como atletas neutros, a primeira vez que o termo atleta neutro autorizado foi usado. Um total de oito atletas competiram como neutros no Campeonato Mundial de Atletismo em Pista Coberta de 2018. Um total de nove atletas competiram como neutros no Campeonato Mundial Sub-20 de Atletismo de 2018. Um total de 30 atletas competiram como neutros no Campeonato da Europa de Atletismo de 2018. Um total de 29 atletas competiram como neutros no Campeonato Mundial de 2019 em Doha.

## Invasão da Ucrânia pela Rússia
Em resposta à invasão, muitos órgãos reguladores do esporte proibiram imediatamente russos e bielorrussos de competir, incluindo no atletismo cujos russos já competiam como neutros autorizados.
No tênis, a Federação Internacional de Tênis permitiu que russos e bielorrussos continuassem jogando individualmente, sem qualquer representação nacional, mas não implementou nenhum nome de grupo ou categoria designado.
No automobilismo, a Federation Internationale d'Automobile, uma Federação Internacional de Esportes reconhecida pelo COI, seguiu a recomendação de permitir que pilotos, competidores e oficiais continuassem competindo de forma neutra. Embora o comunicado de imprensa da FIA utilizasse os termos competidor neutro autorizado (ANC), piloto neutro autorizado (AND) e oficial neutro autorizado (ANO), foi amplamente aceito que o termo atleta neutro autorizado também poderia ser usado. Na verdade, no Campeonato Mundial de Rali da FIA, russos como Nikolay Gryazin e Konstantin Aleksandrov começaram a competir sob a bandeira de atleta neutro autorizado imediatamente após a decisão. Embora não seja confirmado como o motivo pretendido, isto ajuda a evitar confusão com o código do país AND para Andorra. No circuito de Fórmula 3 da FIA, o piloto russo Alexander Smolyar é incluído nas listas de inscrições como tendo uma licença 'AND', enquanto no GT World Challenge Europe, os pilotos russos aparecem nas listas de inscritos como tendo licença ND e nacionalidade nos perfis e nenhuma bandeira é apresentada em nenhum dos campeonatos.
No ciclismo, a Union Cycliste Internationale (UCI) também permitiu que os atletas continuassem a competir de forma neutra, ao mesmo tempo que proibiu todas as equipes, oficiais e eventos russos e bielorrussos. A UCI solicitou aos organizadores do evento que substituíssem os nomes, emblemas e cores dos dois países por uma "referência ou denominação neutra". Até agora, os ciclistas afetados não correram sob qualquer forma de nome neutro em eventos como o Tour de France.
No incidente do aperto de mão de Olga Kharlan no Campeonato Mundial de Esgrima de 2023, a esgrimista de sabre russa Anna Smirnova [ru] competiu como atleta neutra autorizada contra a ucraniana Olga Kharlan. Na luta, Kharlan derrotou Smirnova por 15–7. Na época, e desde 1º de julho de 2020 (e reconfirmado por edital da FIE em setembro de 2020 e em janeiro de 2021), por aviso público por escrito a FIE substituiu sua exigência anterior de aperto de mão por uma "saudação" dos esgrimistas adversários, e por escrito em seu aviso público de que os apertos de mão foram "suspensos até novo aviso." No final da luta as esgrimistas chegaram ao centro da pista e Smirnova estendeu a mão para Kharlan, que por sua vez estendeu o sabre oferecendo a russa para bater as lâminas. Kharlan disse que a sua escolha de saudação foi um sinal de respeito por sua oponente russa, ao mesmo tempo reconhecendo o conflito em curso entre a Ucrânia e a Rússia. Ela disse:
Eu propus a saudação com a lâmina, ela não quis fazer e o árbitro me disse que eu poderia sair, e depois disso eu me aqueci para a próxima luta, então... eles disseram que queriam falar comigo. Fui informada que recebi o cartão preto, mas não creio que tenha sido o árbitro. A decisão do árbitro – continuou – foi não dar o cartão preto. É muito cruel até com ele, é muito cruel com todo mundo.
Kharlan disse que o presidente interino da FIE, Emmanuel Katsiadakis, que sucedeu ao oligarca russo Alisher Usmanov como chefe da FIE em 2022, lhe garantiu no dia anterior que era "possível" não apertar a mão e, em vez disso, oferecer um toque de sua lâmina. Ela disse: "Achei que tinha a palavra dele de segurança, mas aparentemente não." Kharlan então se afastou, enquanto Smirnova se recusava a sair da pista e fazia um protesto sentada de 45 minutos. Isto foi seguido pela desqualificação de Kharlan pelos oficiais da FIE. A decisão foi revertida no dia seguinte.